# هاريل سقعت
 هاريل سقعت  (عبرية: הראל סקעת) (ولد في 8 أغسطس 1981) هو كاتب غنائي ومغني إسرائيلي وممثل البلاد في دورة مسابقة يوروفيجن للأغاني الخامسة والخمسين لعام 2010. ولد لأب يمني وأم عراقية وذكر أن لديه فرصه بخمسين بالمائة بالفوز في مسابقة يوروفيجن لإن خمسين بالمئة منه يمني، ملمحاً أن كل الإسرائيليين فازوا بالمسابقة كانوا من أصول يمنية بدأ بالغناء منذ كان طفلا. في سن السادسة، فاز في منافسة غنائية للأطفال.ظهر على التلفزيون الوطني في حين لا يزال في المدرسة الابتدائية وعندما كان مراهقا، كان المغني الرئيسي لكلا من مدينته وفرقة مدرسته الثانوية. شارك في عدد من المسابقات والمسرحيات الغنائية.